# Legge del miliardo agli emigrati
La legge del miliardo agli emigrati fu un provvedimento legislativo, volto a indennizzare gli émigré, fuggiti nel corso della Grande Rivoluzione, approvata nell'aprile 1825, sotto il regno di Carlo X.  La legge rappresenta, ancor oggi, uno dei più colossali provvedimenti di consolidamento del debito pubblico che si ricordino.  Fortemente voluta dalla maggioranza ultrarealista del primo ministro de Villèle, essa costituì una ragione di scandalo per l'opposizione liberale e radicale-repubblicana.

## Il problema del rimborso agli espropriati dalla Rivoluzione

### Antefatti
A partire dal 1790 circa, un gran numero di aristocratici lasciarono la Francia, per sfuggire alla repressione rivoluzionaria.  Il fenomeno interessò, inizialmente, alcuni grandi esponenti del regime assolutista di Luigi XVI, quali il Principe di Condé, per poi estendersi alla massa dei nobili ed a moltissimi borghesi moderati.  

Il governo rivoluzionario ne approfittò per impossessarsi dei loro beni, contribuendo, in misura sostanziale, al ristabilimento delle finanze dello Stato: l'esproprio forzato iniziò nel 1790 per i beni della Chiesa, e si estese nel 1793 ai beni di tutti gli émigré.

### La Restaurazione
Tramontato il Primo Impero di Napoleone e restaurato il regno borbonico con il definitivo ritorno di Luigi XVIII, la questione del rimpossessamento dei beni confiscati si pose, in tutta evidenza, come una delle maggiori questioni politiche del restaurato regime.
Negli anni successivi si assistette ad un continuato sforzo degli antichi émigré e dei loro discendenti ed aventi causa, di recuperare i patrimoni perduti.  I beni spossessati erano stati, inizialmente, trasferiti allo Stato come beni nazionali.  Eppoi venduti a privati offerenti, a prezzi, in generale, di grande favore.  

Al 1814, privati soggetti francesi risultavano proprietari di gran parte dei beni spossessati, ciò che complicava terribilmente la questione. 

In generale, la sua mancata risoluzione offriva un costante motivo di malcontento verso il governo, tanto da destra (da parte degli antichi proprietari), quanto da sinistra (da parte dei nuovi).

### Gli anni della crisi finanziaria
Le condizioni per una sistemazione generale dei contenziosi, tuttavia, non si posero immediatamente, stante il grave stato di sofferenza finanziaria del Regno di Francia, negli anni immediatamente seguenti le guerre napoleoniche.  

Tanto che sulla questione non era intervenuto nessuno dei cinque governi succedutisi da Waterloo al 1825: né il reietto-bonapartista Talleyrand, né i due liberali Dessolles e Decazes, né il ‘realista-moderato’ duca di Richelieu.  

Ma, durante i lunghi anni dei loro governi, la mancata riparazione aveva sobillato la opposizione di un forte partito ultrarealista, che era giunto ad imporsi alle elezioni legislative, sia il 14 agosto 1815 (con l'elezione della Chambre introuvable), che nel novembre 1820.

## La legge

### Il governo Villèle
La opportunità di regolare definitivamente la questione e le richieste del partito realista si saldarono, infine, nel 1825, allorché il capo di detto partito, il primo ministro e conte de Villèle, propose alla Camera dei deputati, allora controllata dal suo partito, un progetto di legge che stanziava la immensa cifra di 630 milioni di franchi per il rimborso delle proprietà espropriate.

### Obiettivi del legislatore
Per intendere bene la questione occorre ricordare che le istanze di rimborso avanzate dagli espropriati era indirizzati innanzitutto verso lo Stato.  Ed il Regno di Francia non poteva esimersene, dal momento che aveva ereditato la posizione giuridica del cessato Primo Impero, a sua volta erede della Prima Repubblica rivoluzionaria.  Il peso di detti debiti sarebbe, quindi, prima o poi ricaduto sul Tesoro dello Stato.  

Né la continuazione dello stato di incertezza avrebbe un gran che giovato, aggravando, anzi, le ansie e paure degli attuali proprietari dei beni espropriati, che, legittimamente, li avevano (direttamente od indirettamente), acquisiti dall'Impero, o dalla Repubblica.

### La legge dell'aprile 1825
Ciò spinse il conte de Villèle, ad approvare un provvedimento che conteneva due passi sostanziali:
- il riconoscimento del debito dello Stato, ereditato dai regimi precedenti,
- il consolidamento di detto debito, tramite l'emissione di titoli di Stato per ben 630 milioni di franchi, al 3%.

Si trattava, come si vede, di una soluzione intermedia fra la mera restituzione dei beni (che tutti riconoscevano impossibile ed avrebbe scatenato una rivoluzione) e la cancellazione degli antichi diritti di proprietà (che avrebbe negato uno dei presupposti alla base del restaurato regime).  Ma a condizioni accettabili per lo Stato, in quanto escludeva ogni titolo giuridico al rimborso per i passati espropri, e scadenzava i pagamenti secondo le esigenze di una accettabile gestione delle finanze pubbliche.

## La feroce opposizione radicale e repubblicana
Il provvedimento, tuttavia, scatenò l'opposizione radicale-repubblicana e liberale-radicale.  La quale si opponeva tout-court al riconoscimento del debito pregresso.  Una posizione chiaramente insostenibile, ma che poteva poggiarsi sull'argomento della enormità della cifra stanziata, tanto che i 630 milioni della legge divennero, presto il miliardo della polemica politica.
Come sempre in questi casi, poco importava ai polemisti che ciò che realmente impattava era il (modesto) costo per interessi.  E che i 623 andavano confrontati con il rischio che le molte maggiori richieste di rimborso andassero a buon fine. Ed il conte de Villèle, come molti dei grandi risanatori delle finanze pubbliche di ogni tempo, passò alla storia come un 'nemico del popolo'.